# Западноатлантический нетопырь
Западноатлантический нетопырь, или малый нетопырь (лат. Ogcocephalus parvus), — вид лучепёрых рыб из семейства нетопырёвых.
Встречается в западной части Атлантического океана от Северной Каролины в США до Бразилии. Длина тела до 10 см.